# Comuna Balaci, Teleorman
Balaci este o comună în județul Teleorman, Muntenia, România, formată din satele Balaci (reședința), Burdeni și Tecuci.

## Istorie
La sfârșitul secolului al XIX-lea, comuna făcea parte din plasa Teleormanului din județul Teleorman, avea o populație de 1130 de locuitori, și era alcătuită din cătunele Balaci și Pădureți. În comună funcționau două biserici și o școală mixtă frecventată de 32 de elevi.
Anuarul Socec din 1925 consemnează comuna ca fiind reședința plășii Tecuciul-Kalinderu a aceluiași județ, având o populație de 1680 de locuitori (în satele Balaci și Cățelești).
În anul 1950, comunele au trecut în administrația raionului Roșiorii de Vede al regiunii Teleorman, raion care, doi ani mai târziu, a fost inclus în regiunea București. În anul 1964, satul Cățelești a primit numele de Burdeni., iar în anul 1968, comuna a fost transferată la județul Teleorman, căpătând forma actuală.

## Etimologie
Numele satului este pomenit într-un document sârbesc din secolul al XIII-lea, în care este menționat cneazul Balacico din Balaci. Localnicii se mândresc cu faptul că este locul de origine al faimoasei familii a Bălăcenilor, ultimul boier din familie fiind Constantin Bălăceanu-Stolnici (ce-i drept, acesta aparține ramurei Stolnici a Bălăcenilor). Biserica actuală din localitate a fost zidită de aga Bălăceanu, contemporan cu Brâncoveanu și chiar pretendent la tronul Țării Românești, învins însă în lupta de la Zărnești (unde Bălăceanu venise cu o armată pusă la dispoziție de austrieci), prins și ucis apoi de Brâncoveanu, prin tăierea capului și înfigerea lui în parul porții curții Bălăceanului din București. În curtea școlii se păstrează încă zidurile palatului început de aga Bălăceanu și rămas, pare-se, neterminat (ruinele sunt denumite de localnici "beciuri"). Tradiția orală spune că aga Bălăceanu ar fi intenționat ca, în situația în care ar fi reușit să ia Domnia, să mute capitala țării la Balaci.

## Situare geografică
Situată în Câmpia Găvanul Burdea, denumită astfel din cauză că este presărată cu dese mici depresiuni, ca niște găvane. Satele sunt situate în general în astfel de depresiuni. Localitatea se află la cca 70 km sud de orașul Pitești; la cca 30 km de orașul Roșiori de Vede. Se învecinează cu comuna Siliștea-Gumești la est, cu Dobrotești la sud, cu Miroși (satul Surdulești) la nord.
Localitatea de reședință este străbătută de pârâul Burdea, care în perioadele secetoase seacă aproape complet, dar care în perioadele cu multe ploi se revarsă, devenind un adevărat râu.
Prima linie de cale ferată construită în județul Teleorman, pe baza Legii din 15 mai 1882 a fost linia secundară Costești-Balaci-Roșiori-Turnu-Măgurele în lungine de 111,7 km, dată în exploatare pe etape în două secțiuni: la 1/13 ianuarie 1887 a intrat în funcțiune tronsonul Costești-Balaci-Roșiori, iar la 12/24 septembrie 1887 tronsonul Roșiori-Turnu-Măgurele, care în 1892 s-a prelungit până în port.

## Monumente istorice
- Biserica Adormirea Maicii Domnului din satul Balaci, datează din anul 1684, se localizează în centrul localității
- Ruinele curții lui Constantin Aga Bălăceanu din satul Balaci, datează din secolul al XVII-lea și se localizează în centrul localității
- Conacul Făgărășeanu din satul Balaci, datează din anul 1900 și se localizează la intersecția șoselei principale cu ulița ce duce la stadion.
- Casa Stana Iliescu din satul Balaci, datează de la sfârșitul secolului al XIX-lea și este localizat în centrul localității
- Casa Popescu din satul Balaci, localizat în centrul localității și datează din circa anului 1900
- Casa Militaru din satul Balaci, datează din anul 1900 și este localizat în centrul localității, lângă biserică
- Ansamblul rural "Strada Principală" din satul Balaci
- Poșta din satul Balaci, datează din anul 1900.

## Personalități locale
Personalitățile care își au originea în Balaci sunt:
- Doctor Făgărășanu, chirurg celebru în București și a lucrat în domeniu prin anii 1950-1960
- Dr.ec, Constantin Enache - profesor universitar, cercetător (12 septembrie 1929 - 22 ianuarie 2010)
- Scriitorul Theodor Răpan

## Demografie
Componența etnică a comunei Balaci
     Români (86,22%)
     Necunoscută (13,78%)
     Altă etnie (0%)
Componența confesională a comunei Balaci
     Ortodocși (84,46%)
     Necunoscută (15,05%)
     Altă religie (0,29%)
Conform recensământului efectuat în 2021, populația comunei Balaci se ridică la 1.422 de locuitori, în scădere față de recensământul anterior din 2011, când se înregistraseră 2.034 de locuitori. Majoritatea locuitorilor sunt români (86,22%). Pentru 13,78% din populație, apartenența etnică nu este cunoscută.
Din punct de vedere confesional, majoritatea locuitorilor sunt ortodocși (84,46%) si baptiști (0,29%). Pentru 15,05% din populație, nu este cunoscută apartenența confesională.

## Politică și administrație
Comuna Balaci este administrată de un primar și un consiliu local compus din 9 consilieri. Primarul, Costel-Ovidiu Tronaru[*], de la Partidul Social Democrat, este în funcție din 2016. Începând cu alegerile locale din 2024, consiliul local are următoarea componență pe partide politice:
|  | Partid                          | Consilieri | Componența Consiliului | Componența Consiliului | Componența Consiliului | Componența Consiliului | Componența Consiliului |
|  | ------------------------------- | ---------- | ---------------------- | ---------------------- | ---------------------- | ---------------------- | ---------------------- |
|  | Partidul Social Democrat        | 5          |                        |                        |                        |                        |                        |
|  | Alianța pentru Unirea Românilor | 3          |                        |                        |                        |                        |                        |
|  | Partidul Național Liberal       | 1          |                        |                        |                        |                        |                        |